# Folke "Göken" Andersson
Folke Johannes "Göken" Andersson, född 23 december 1902 i Stockholm, död 31 mars 1976 i Johanneshov, var en svensk kompositör, orkesterledare och jazzmusiker (violin).

## Biografi
Andersson studerade musik i USA 1918-1920. Hans huvudinstrument var fiol, men han behärskade även sopransax och piano. 
Från 1922 spelade han på danslokaler i Stockholm. Curtz jazzorkester, under ledning av Curt Ljunggren, där Andersson ingick fick engagemang på amerikabåten Gripsholm hösten 1926. (För dess medlemmar, se bildtext till höger). Andersson övertog ledningen för orkestern och fick anställning som kapellmästare på Gripsholm åren 1927-1928. 
USA-besöken gav bandmedlemmarna direkta upplevelser av den genuina jazzen. Orkestern fick 1927 namnet Svenska Paramountorkestern och var verksam fram till 1930. Den blev berömd för sin amerikanska jazzstil. I skivreklamen kunde man läsa:
| ” | Svenska melodier med amerikansk finess. Man skulle knappast kunna tänka sig att vi inom vårt lands gränser ha en orkester som kan spela så fullkomligt amerikaniserat. Så är det dock. --- Svenska Paramountorkestern spelar endast för Columbia. | „ |

I början av 1930-talet var Andersson kapellmästare i en orkester på Bal Tabarin i Stockholm. Från 1935 var han medlem i olika orkestrar, såsom Arne Hülphers' och Sune Lundwalls. 
Under 1940- och 1950-talet var Andersson mest verksam som restaurangmusiker, fast med sporadiska uppträdanden i jazzsammanhang. Han är begravd på Skogskyrkogården i Stockholm.

## Kompositioner
- Fantasi i G och C
- Four strings
- Tillie
- Tambou.

## Filmografi
- 1949 – Stora Hoparegränd och himmelriket